# Promet Crne Gore
Crna Gora je pomorska zemlja. Važne su luke Kotor, Budva, Bar i Ulcinj. S Hrvatskom je povezana Jadranskom cestom, a sa Srbijom i Albanijom cestama i željezničkom prugom. Važne zračne luke su Tivat i Podgorica.